# Лон (Тексас)
Лон (енгл. Lawn) град је у америчкој савезној држави Тексас. По попису становништва из 2010. у њему је живело 314 становника.

## Демографија
Према попису становништва из 2010. у граду је живело 314 становника, што је 39 (11,0%) становника мање него 2000. године.
| Група             | 2000.       | 2010.       |
| Белци             | 317 (89,8%) | 260 (82,8%) |
| Афроамериканци    | 0 (0,0%)    | 0 (0,0%)    |
| Азијати           | 1 (0,3%)    | 1 (0,3%)    |
| Хиспаноамериканци | 29 (8,2%)   | 47 (15,0%)  |
| Укупно            | 353         | 314         |